# Feldhandball-Bundesliga 1969
Die Feldhandball-Bundesliga 1969 war die dritte Bundesliga-Saison im deutschen Feldhandball. Die Spiele um die 20. Feldhandball-Meisterschaft des DHB wurden in einer Nord- und in einer Südstaffel zwischen April und August 1969 ausgetragen; das Endspiel fand am 9. August 1969 vor 15.000 Zuschauern im Mannheimer Rhein-Neckar-Stadion statt.
Neuer Deutscher Meister wurde die SG Leutershausen, die im Finale der Staffelsieger den TSV Grün-Weiß Dankersen mit 18:16 in der Verlängerung besiegte. Im vierten Anlauf – nach der Vizemeisterschaft im Vorjahr und bei den Endrunden 1956 und 1957 – holte die SGL die erste Feldhandball-Meisterschaft der Vereinsgeschichte.
Am Ende dieser Saison stiegen sechs Mannschaften in die Regionalligen ab, da zur folgenden Spielzeit die Zahl der Teilnehmer an der Bundesliga von 20 auf 16 reduziert werden sollte: der TSV 1860 Ansbach, die SVH Kassel, TuS Schutterwald, die Hohner SV Eintracht, VfL Bad Schwartau und der Büdelsdorfer TSV. Zusätzlich zogen sich der VfL Gummersbach, im Frühjahr Gewinner der Handballmeisterschaft 1969 in der Halle, und der Hamburger SV aus dem Feldhandball-Spielbetrieb zurück.
Den Europapokal gewann zum zweiten Mal der Titelverteidiger TSV Grün-Weiß Dankersen gegen den Deutschen Meister des Vorjahres, TV Oppum.

## Modus
Die Liga wurde in zwei Staffeln mit letztmals je zehn Mannschaften ausgetragen, den Bundesligen Nord und Süd. In Hin- und Rückspielen wurden die beiden Staffelsieger ermittelt, die das Endspiel um die Deutsche Meisterschaft austrugen.
Die letzten drei Mannschaften jeder Staffel mussten in die Regionalligen absteigen.

### Aufsteiger
Der DHB zog die erste Konsequenz aus der verloren gegangenen Attraktivität der Sportart und reduzierte die Zahl der Teilnehmer für jede Staffel von zehn auf acht; bei drei Absteigern im Norden und im Süden sollte es jeweils nur einen Aufsteiger für die folgende Bundesliga-Saison 1970 geben. Zur Qualifikation wurden Ausscheidungsspiele der Regionalligameister dieser Sommersaison 1969 angesetzt.
Der Aufsteiger zur Bundesliga Nord wurde in einem Mini-Turnier der Meister der Regionalverbände West (ESV Jahn Rheinhausen), Nord (Eintracht Braunschweig) und Berlin (Reinickendorfer Füchse) ermittelt:
ESV Jahn Rheinhausen – Eintracht Braunschweig: 20:11
Eintracht Braunschweig – Reinickendorfer Füchse: 13:12
Reinickendorfer Füchse – ESV Jahn Rheinhausen: 6:11
Damit stand Rheinhausen als Aufsteiger fest, da aber der Hamburger SV und der VfL Gummersbach ihre Mannschaften nach Ende der Saison aus der Liga Nord zurückzogen, konnten alle drei Mannschaften aufsteigen.
Den Aufsteiger zur Bundesliga Süd spielten die Meister des Süddeutschen (TS Esslingen 1890) und des Südwestdeutschen Regionalverbands (TSV Braunshardt) in Hin- und Rückspiel aus:
TSV Braunshardt – TS Esslingen 1890: 16:14 / 10:18
Aufsteiger wurde Esslingen.

## Zusammenfassung Saisonverlauf
Die Bundesliga Nord wurde vom TSV Dankersen nach Belieben beherrscht. Die Mannschaft um den Ausnahmespieler Herbert Lübking schloss die Ligarunde überlegen mit einem Vorsprung von elf Punkten auf den Verfolger Hamburger SV ab. Im Süden verteilten sich dieselben Mannschaften wie im Vorjahr auf die Plätze eins bis drei, dabei hatte der TSV Birkenau den TV Großwallstadt in der Rolle des härtesten Verfolgers der SG Leutershausen abgelöst; die SGL konnte den Lokalrivalen am Ende der Punkterunde ganz knapp auf Abstand halten.
Damit ging Dankersen als hoher Favorit ins Endspiel und wurde dieser Rolle auch zunächst gerecht: Die SG Leutershausen lag zur Halbzeit mit demselben Ergebnis zurück, mit dem das Team umgekehrt im Vorjahresfinale gegen den TV Oppum geführt hatte. Und wie damals Oppum gelang es jetzt der SGL, den Gegner noch abzufangen, dabei spielte den Leutershausenern in die Hände, dass Lübking während des Spiels verletzt ausscheiden musste. Leutershausen erreichte Sekunden vor Ende der regulären Spielzeit den Ausgleich und drehte in der Verlängerung das Spiel zum Endstand von 18:16 – demselben Ergebnis wie im Finale 1968, mit dem besseren Vorzeichen für die SGL.

### Bundesliga Nord

#### Tabelle
|     | Abschlusstabelle Nord       | Sp. | S  | U | N  | Tore    | Diff. | Punkte |
| --- | --------------------------- | --- | -- | - | -- | ------- | ----- | ------ |
| 1.  | TSV Grün-Weiß Dankersen     | 18  | 17 | 0 | 1  | 304:200 | +104  | 34:2   |
| 2.  | Hamburger SV                | 18  | 11 | 1 | 6  | 214:177 | +37   | 23:13  |
| 3.  | TV Angermund 09             | 18  | 9  | 1 | 8  | 183:189 | −6    | 19:17  |
| 4.  | VfL Gummersbach             | 18  | 8  | 2 | 8  | 226:233 | −7    | 18:18  |
| 5.  | Sportfreunde Hamborn 07 (A) | 18  | 9  | 0 | 9  | 218:234 | −16   | 18:18  |
| 6.  | TuS 05 Wellinghofen         | 18  | 8  | 1 | 9  | 200:197 | +3    | 17:19  |
| 7.  | TV Oppum 1894 (M)           | 18  | 8  | 1 | 9  | 221:222 | −1    | 17:19  |
| 8.  | Hohner SV Eintracht (A)     | 18  | 7  | 0 | 11 | 182:217 | −35   | 14:22  |
| 9.  | VfL Bad Schwartau           | 18  | 6  | 1 | 11 | 210:212 | −2    | 13:23  |
| 10. | Büdelsdorfer TSV            | 18  | 2  | 3 | 13 | 192:269 | −77   | 7:29   |

Absteiger: Hohner SV Eintracht, VfL Bad Schwartau, Büdelsdorfer TSV
Rückzug: VfL Gummersbach, Hamburger SV

#### Ergebnisse
Ergebnisse der Spiele der Bundesliga Nord dieser Saison
Heimmannschaft: linke Spalte / Gastmannschaft: obere Zeile
| Bundesliga Nord 1969 | TSV Grün-Weiß Dankersen | Hamburger SV | TV Angermund 09 | VfL Gummersbach | Sportfreunde Hamborn 07 | TuS 05 Wellinghofen | TV Oppum 1894 | Hohn. SV | VfL Bad Schwartau | Büdelsdorfer TSV |
| -------------------- | ----------------------- | ------------ | --------------- | --------------- | ----------------------- | ------------------- | ------------- | -------- | ----------------- | ---------------- |
| GW Dankersen         |                         | 11:9         | 14:9            | 17:10           | 21:9                    | 16:8                | 12:11         | 21:6     | 17:14             | 24:12            |
| Hamburger SV         | 12:19                   |              | 6:7             | 12:10           | 16:9                    | 13:10               | 8:8           | 13:10    | 13:10             | 13:6             |
| TV Angermund         | 12:18                   | 6:14         |                 | 14:16           | 8:11                    | 9:8                 | 10:9          | 14:8     | 10:7              | 18:8             |
| VfL Gummersbach      | 10:18                   | 12:11        | 11:13           |                 | 7:9                     | 15:13               | 18:15         | 13:10    | 16:13             | 19:12            |
| Spfr. Hamborn        | 10:18                   | 12:13        | 10:8            | 13:11           |                         | 13:10               | 22:11         | 11:16    | 13:12             | 22:14            |
| TuS Wellinghofen     | 21:26                   | 8:7          | 5:8             | 8:8             | 15:6                    |                     | 7:6           | 14:8     | 11:7              | 17:8             |
| TV Oppum             | 12:14                   | 8:17         | 12:8            | 17:18           | 15:12                   | 11:8                |               | 16:11    | 15:14             | 18:11            |
| Hohner SV            | 12:9                    | 9:15         | 5:6             | 13:10           | 16:15                   | 14:11               | 10:8          |          | 10:11             | 10:12            |
| VfL Bad Schwartau    | 12:13                   | 14:11        | 15:11           | 12:9            | 12:13                   | 12:14               | 10:11         | 8:3      |                   | 9:9              |
| Büdelsdorfer TSV     | 11:16                   | 8:11         | 12:12           | 13:13           | 11:8                    | 10:12               | 12:18         | 10:11    | 13:18             |                  |

### Bundesliga Süd

#### Tabelle
|     | Abschlusstabelle Süd        | Sp. | S  | U | N  | Tore    | Diff. | Punkte |
| --- | --------------------------- | --- | -- | - | -- | ------- | ----- | ------ |
| 1.  | SG Leutershausen            | 18  | 15 | 1 | 2  | 282:198 | +84   | 31:5   |
| 2.  | TSV Birkenau                | 18  | 14 | 2 | 2  | 252:201 | +51   | 30:6   |
| 3.  | TV Großwallstadt            | 18  | 11 | 2 | 5  | 283:243 | +40   | 24:12  |
| 4.  | TC Frisch Auf Göppingen (A) | 18  | 9  | 1 | 8  | 277:263 | +14   | 19:17  |
| 5.  | TV Hochdorf                 | 18  | 8  | 1 | 9  | 214:230 | −16   | 17:19  |
| 6.  | TS Steinheim 1874           | 18  | 7  | 2 | 9  | 252:256 | −4    | 16:20  |
| 7.  | SG Dietzenbach (A)          | 18  | 7  | 1 | 10 | 240:257 | −17   | 15:21  |
| 8.  | TSV 1860 Ansbach            | 18  | 4  | 4 | 10 | 222:263 | −41   | 12:24  |
| 9.  | SVH Kassel                  | 18  | 3  | 3 | 12 | 203:244 | −41   | 9:27   |
| 10. | TuS Schutterwald            | 18  | 2  | 3 | 13 | 178:248 | −70   | 7:29   |

Absteiger: TSV 1860 Ansbach, SVH Kassel, TuS Schutterwald

#### Ergebnisse
Ergebnisse der Spiele der Bundesliga Süd dieser Saison
Heimmannschaft: linke Spalte / Gastmannschaft: obere Zeile
| Bundesliga Süd 1969 | SG Leutershausen | TSV Birkenau | TV Großwallstadt | Frisch Auf Göppingen | TV Hochdorf | TS Steinheim 1874 | SG Dietzenbach | TSV Ans. | SVH Kass. | TuS Schutterwald |
| SG Leutershausen    |                  | 16:8         | 11:10            | 18:17                | 12:11       | 16:15             | 17:11          | 19:11    | 15:9      | 18:7             |
| TSV Birkenau        | 12:10            |              | 18:15            | 20:13                | 15:10       | 15:8              | 15:10          | 17:5     | 18:12     | 10:9             |
| TV Großwallstadt    | 9:16             | 15:12        |                  | 15:12                | 16:11       | 16:11             | 20:15          | 18:18    | 18:14     | 17:10            |
| FA Göppingen        | 11:24            | 14:17        | 16:12            |                      | 11:9        | 23:17             | 23:17          | 20:14    | 18:6      | 24:12            |
| TV Hochdorf         | 16:22            | 7:10         | 12:17            | 15:9                 |             | 11:8              | 15:12          | 20:15    | 14:13     | 10:9             |
| TS Steinheim        | 11:21            | 16:17        | 20:19            | 19:13                | 12:13       |                   | 15:14          | 16:9     | 17:16     | 19:8             |
| SG Dietzenbach      | 9:13             | 8:12         | 13:13            | 22:17                | 13:9        | 15:13             |                | 13:10    | 15:10     | 16:13            |
| TSV Ansbach         | 12:12            | 12:12        | 14:25            | 10:10                | 21:13       | 8:13              | 11:10          |          | 11:9      | 15:8             |
| SVH Kassel          | 10:8             | 12:12        | 12:18            | 8:11                 | 6:9         | 12:12             | 14:15          | 15:14    |           | 10:10            |
| TuS Schutterwald    | 9:14             | 9:12         | 8:10             | 8:15                 | 9:9         | 10:10             | 17:12          | 13:12    | 9:15      |                  |

### Finale
SG Leutershausen – TSV Grün-Weiß Dankersen: 18:16 (nach Verlängerung, 13:13, Halbzeit: 7:9)